# Aeroportul Tanjung Harapan
Aeroportul Tanjung Harapan (IATA: TJS, ICAO: WALG) este un aeroport din Tanjung Selor⁠(d), Bulungan⁠(d), North Kalimantan⁠(d), Indonezia.
Situat la o altitudine de 8 m, aeroportul dispune de o singură pistă.